# Adolphe Smith
Pour les articles homonymes, voir Smith.
Adolphe Smith ou aussi Smith-Headingley  (1846-1924) est un journaliste et militant socialiste anglais de la fin du XIXe siècle.

## Biographie
Pour certains serait né à Headingley, faubourg de Leeds (Yorkshire de l'Ouest), pour d’autres à Paris (d’où parfois la nationalité française). Il participa à la Commune de Paris où il dirigea un service d’ambulance. De retour en Angleterre, il habite Pimlico, il donne des conférences sur la Commune en essayant de la disculper de sa responsabilité dans les massacres finaux, ce qui donna lieu à une polémique avec Engels.
Il adhère à la Première Internationale. C’est lui qui impose la musique de Mon beau sapin pour chanter le chant socialiste anglais The Red Flag de Jim Connell.
De février 1877 à janvier 1878, il produisit le mensuel Street Life in London avec le photographe victorien John Thomson qui décrit la pauvreté des classes populaires.
Proche des syndicats, et parlant couramment le français, il permet d’organiser leur participation en novembre 1882 à Saint-Étienne au congrès de la Fédération des travailleurs socialistes de France.
En 1883, il publie une biographie de Charles Bradlaugh, (1833-1891) homme politique, MP pour Northampton et un des plus célèbres athées du XIXe siècle.
En 1904, il se rend à Chicago pour étudier les conditions de vie des ouvriers dans les abattoirs. Il suit les congrès médicaux dont il écrit les comptes rendus pour la revue médicale britannique The Lancet.
En avril 1916, il quitte avec le marxiste nationaliste Henry Hyndman le British Socialist Party (en) et constitua le National Socialist Party (UK) (en).
Adolphe Smith, a aussi collaboré avec l’écrivain Nesta Webster historienne controversée, fervente d’occultisme et partisane des théories sur les complots et qui tourna au fascisme dans son célèbre exposé de l’alliance particulière entre le capitalisme, le bolchevisme et l’impérialisme allemand.

## Œuvres
- Street Life in London revue mensuelle de février 1877 à janvier 1878, photographies de John Thomson.
- Chicago and the slaughter house question: Inspection an insufficient guarantee *Monaco And Monte Carlo
- Essay on International trade Union Congress held in London november 1888
- Report of the International Trade Union Congress held at Paris (23-28 August 1886), by Adolphe Smith, interpreter at the

Congress. London, Foulger and C°, s.
- The Biography of Charles Bradlaugh
- The Garden of HyèresA description of the most southern point on the French Riviera.London, Fleet Printing Works, 18